# سوپاچوک ساراچات
سوپاچوک ساراچات (تایلندی: สุภโชค สารชาติ؛ زادهٔ ۲۲ مهٔ ۱۹۹۸) بازیکن فوتبال اهل تایلند است.
از باشگاه‌هایی که در آن بازی کرده‌است می‌توان به باشگاه فوتبال بوریرام یونایتد و باشگاه فوتبال سورین اشاره کرد.
وی همچنین در تیم‌های ملی فوتبال زیر ۲۳ سال تایلند و تایلند بازی کرده‌است.